# باندهای ماخ

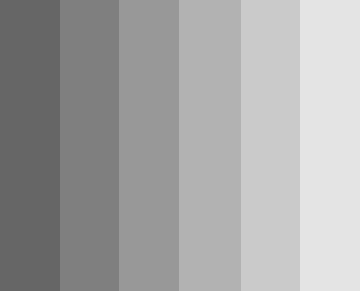
هریک ازنوارهای خاکستری در محدوده داخلی از نظر درجه تیرگی کاملاً یکدست هستند. اما وقتی در کنار هم قرار می‌گیرند گویا تیرگی لبه سمت چپ و لبه سمت راست متفاوت است. پا پوشاندن نوارهای مجاور در هر دو سمت یک نوار، یکدستی تیرگی محدوده اخلی نوار مشهود است.

باندهای ماخ (انگلیسی: Mach bands) به یاد فیزیکدان اتریشی ارنست ماخ نامگذاری شده‌است ویک خطای دید را به نمایش می‌گذارد.
وقتی چند سطح خاکستری که هر یک در محدوده خود کاملاً یکدست هستند اما در مقایسه با یکدیگر تیرگی آنها با هم متفاوت است در مجاورت هم قرار می‌گیرند. دستگاه بینایی ما با تقویت تفاوت تیرگی در مرز تماس سطوح هم جوار خاکستری، تشخیص تمایز نوارهای خاکستری پهلو به پهلو را حمایت می‌کند، اما همزمان موجب نوعی خطا در دید می‌شود. به این معنی که در طول خطوط تماس، باریکه ای تیره‌تر در مجاورت محدوده روشن و برعکس باریکه روشنتر در مجاورت محدوده تیره دیده می‌شود، طوری که به نظر می‌رسد هیچ‌کدام از سطوح دارای یکدستی داخلی نیستند. این پدیده در زندگی واقعی نقش دارد و از جمله می‌تواند در تشخیص رادیولوژی ایجاد خطا کند. از اینرو آگاهی از آن مفید است.

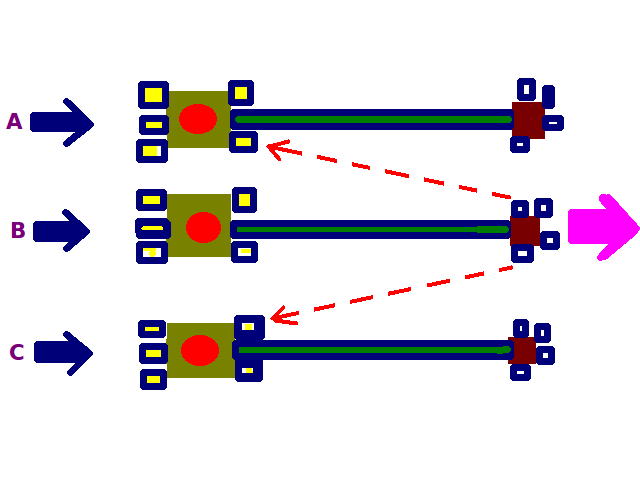
سلول میانی B با شدت بیشتری تحریک شده و مانع فعالیت دو سلول A و C درمجاورت خود می‌شود. نتیجه آنکه سلولهای A و C نسبت به شرایط خارجی تعداد کمتری پیام عصبی از تعداد مورد انتظار به مغز ارسال می‌کنند. در نتیجه تفاوت تیرگی در طول مرز سایه و روشن تقویت می‌شود.

## علت احتمالی
این خطا احتمالاً نتیجه شیوه تعامل بین سلولهای عصبی بر اساس الگوی خاصی است. این الگو که مهار جانبی نامیده می‌شود بیانگر این یافته‌است که فعالیت یک سلول عصبی باعث بازداری و در عمل کاهش فعالیت سلولهای عصبی مجاور خود می‌شود. این پدیده در سطوح مختلف دستگاه بینایی ثبت شده و قابل استناد است. برای مثال فعالیت یک سلول منفرد در شبکیه چشم ضبط شده و یافته‌ها تأیید می‌کند که فعالیت یک سلول مشخص بلافاصله باعث کاهش صدور تعداد پیامهای عصبی در سلولهای مجاور می‌شود. برای درک این که چگونه این الگوی تعامل بین سلولهای عصبی منجر به افزایش قدرت بینایی در تمیز خط حاشیه یک نوار روشن در مجاورت نوار تیره می‌شود. سلولی را در نظر بگیرید که در اثر دریافت نور از مرکز نوار روشن به شدت تحریک شده اما تمام سلوهای مجاورش نیز به همان میزان تحریک شده‌اند و در عمل با اعمال مهار جانبی بر یکدیگر مجموع پیامهای عصبی ارسالی به مغز از این مجموعه تعدیل پیدا می‌کند. اما آن دسته از سلولهای عصبی که از حاشیه نوار نور دریافت می‌کنند در در یک سمت خود همسایگانی دارند که از نوار تاریک نور کمتری دریافت کرده و در نتیجه با شدت کمتری فعال شده‌اند و به نوبه خود مانع فعالیت سلول‌های مجاوری که نور بیشتری دریافت کرده‌اند نمی‌شوند. حاصل اینکه یکسری از سلولها دقیقاً به یک میزان تحریک می‌شوند اما از فعالیت گروهی از آنها بازداری می‌شود و گروهی دیگر آزادانه به فعالیت عادی خود ادامه می‌دهند. این سلوها همانهایی هستند که از حاشیه نوار نور دریافت کرده‌اند و در عمل میزان تفاوت تیرگی حاشیه نوار در دستگاه بینایی ما تشدید می‌شود.

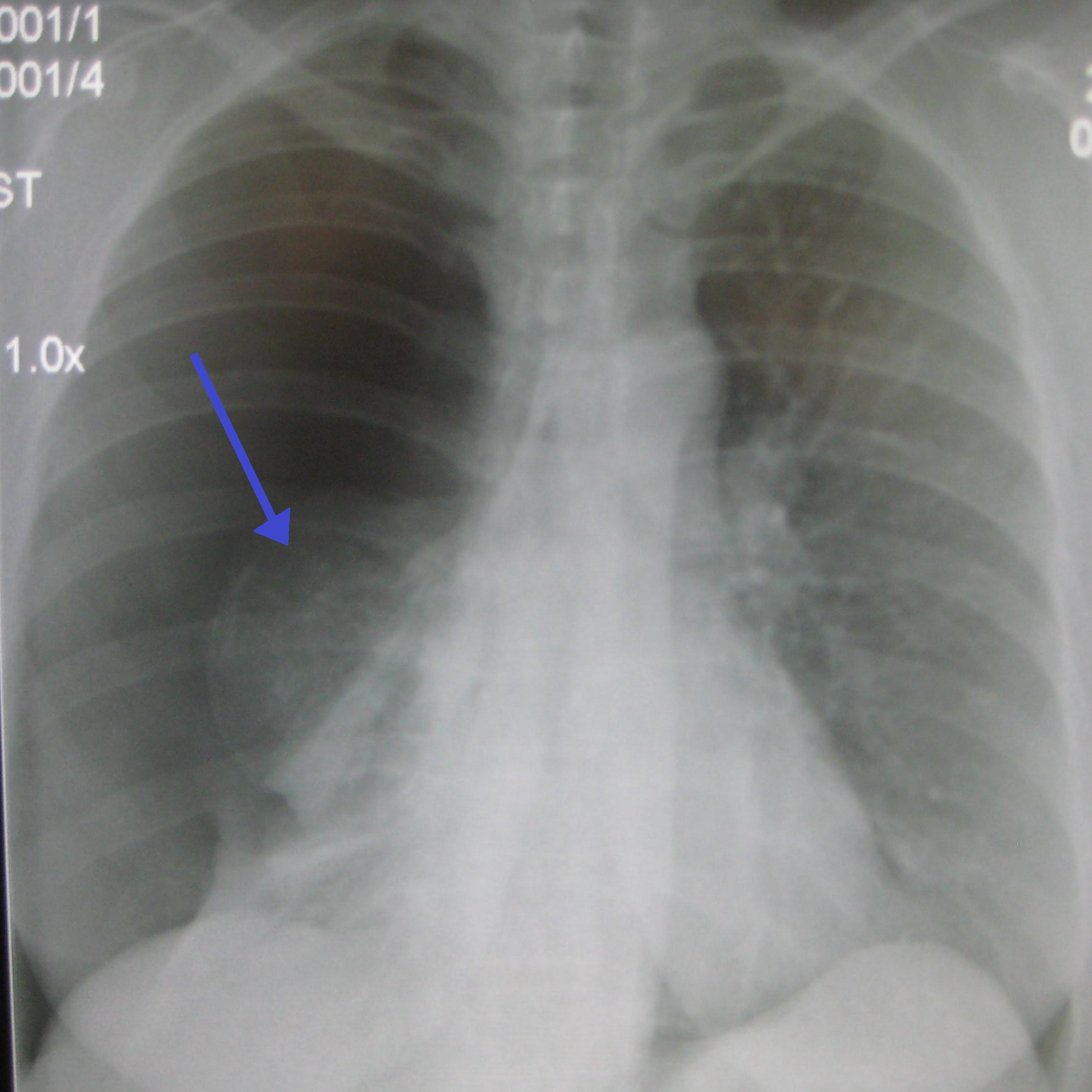
پدیده ماخ به راحتی می‌تواند باعث ایجاد نشانه‌های جعلی بیماری شود.

## اثر پدیده ماخ در رادیولوژی
پدیده ماخ می‌تواند در تشخیص رادیوگرافی ایجاد خطا کند. برای مثال یک دندانپزشک برای کشف پوسیدگی دندان، لکه‌های مشهود در تصویر خاکستری رادیوگرافی را بررسی می‌کند. این لکه‌ها بر اساس میزان تیرگی می‌توانند نمایانگر تراکمی غیرطبیعی باشند. در چنین وضعیتی پدیده ماخ به راحتی می‌تواند باعث ایجاد نشانه‌های جعلی پوسیدگی دندان شود. این نشانهای جعلی ممکن است در مرز موادی که برای ترمیم دندان استفاده شده یا محل تماس مینا و استخوان دندان ظاهر شده و موجب تشخیص اشتباه شوند.

همین پدیده در دیگر وضعیت‌های مشابه که تشخیص بر اساس تجزیه و تحلیل تصویر خاکستری رادیوگرافی صورت می‌گیرد نیز می‌تواند باعث خطا شود. برای مثال با ایجاد یک خط تیره در حاشیه ریه که ممکن است به تشخیص اشتباه بیماریهای ریوی منجر شود.